# Ptenopus
Ptenopus és un gènere de sauròpsids (rèptils) escatosos de la família dels gecònids
format per tres espècies de dragons endèmiques dels països del sud d'Àfrica.

## Taxonomia
- Ptenopus carpi
- Ptenopus garrulus
- Ptenopus kochi